# Pleurothallis xanthochlora
Pleurothallis xanthochlora är en orkidéart som beskrevs av Heinrich Gustav Reichenbach. Pleurothallis xanthochlora ingår i släktet Pleurothallis och familjen orkidéer. Inga underarter finns listade i Catalogue of Life.